# Viva Communications
Viva Communications, Inc. (también conocido como Viva Entertainment, Inc. o simplemente VIVA) es una empresa de entretenimiento filipina con sede en Pásig. Fue fundada el 11 de noviembre de 1981.

## Historia
Viva Communications fue fundada el 11 de noviembre de 1981 por Vic del Rosario Jr. y Tess Cruz, inicialmente constituida como Viva Films, un estudio de producción cinematográfica ubicado en Ciudad Quezon para producir las películas. A lo largo de los años, la empresa separó otras empresas ajenas a las películas, incluidas Viva Records en 1982, Viva Television en 1986, Viva Artists Agency en 1997, Viva Publishing Group en 2013 y Viva Foods en 2016.
A principios de la década de 2020, la compañía lanzó dos servicios de transmisión de video bajo demanda, Vivamax (2021) y Viva One (2023).

## Subsidiarias
- Studio Viva
- Ultimate Entertainment
  - Halo-Halo Radio
- Viva Films
- Viva International Food and Restaurants, Inc.
  - Botejyu[6]
  - Paper Moon Cake Boutique
  - Pepi Cubano
  - Yogorino
  - Wing Zone
- Viva International Pictures
- Viva Music Group, Inc.
  - Viva Records
  - Vicor Music
  - Ivory Music and Video
- Viva Publishing Group, Inc.
  - Viva PSICOM Publishing Corporation
  - Viva Starmometer Publishing Corporation
  - VRJ Books Publishing
- Viva Video, Inc.

## Divisiones
- Viva Artists Agency[7]
- Viva Cable TV
  - Pinoy Box Office
  - Viva Cinema
  - Sari-Sari Channel (copropiedad con TV5)
  - Celestial Movies Pinoy (copropiedad con Celestial Tiger Entertainment)
  - Tagalized Movie Channel (copropiedad con MVP Entertainment)
  - Viva TV (canal internacional)
- Viva Digital
  - Oomph TV
  - Vivamax[4]
  - Viva One (anteriormente Viva Prime)[5]
- Viva Interactive
- Viva Live
- Viva Sports